# Automotrice à grande vitesse
Automotrice à grande vitesse, AGV  je francoski hitri potniški vlak, ki ga razvija francosko podjetje Alstom. Uporabljal bo standardno širino tirnic (1435 mm). Za razliko od TGV-ja ne bo uporabljal za pogon lokomotiv na sprednjem in zadnjem koncu vlaka, ampak bo imel EMU konfiguracijo, pri kateri je več elektromotorjev nameščenih v podvozju vagonov po celotni dolžini vlaka, podobno kot ICE 3 in nekateri Šinkanseni.
Vlak bo imel 7-14 enot s kapaciteto potnikov 245 do 650. Maksimalna hitrost v komercialnem obratovanju bo 360 km/h. 
Prednosti AGV-ja:
- večje število sedežev v primerjavi z enonadstropnim TGV
- nižji stroški vzdrževanja
- večja energetska učinkovitost z uporabo sinhronih motorjev s trajnim magnetom
- nižji hrup
- več prostora
- večje razmerje moč/teža

Leta 2008 je Philippe Mellier iz Alstoma izjavil, da bodo razvili tudi dvonadstropni  'AGV Duplex'.
Junija 2011 je Les Échos izjavil, da Alstom razvija nov vlak s hitrostjo do 400 km/h v eno in dvonadstropni verziji, ki ga bo poganjala lokomotiva. Nov dizajn ima oznako AGVII.

## Tehnične specifikacije
- Proizvajalec: Alstom
- Izdelava:	aluminij in ogljikova vlakna
- Dolžina vlaka: 132,100 m (7 enot)
- Dolžina enote: 17,3 m
- Dolžina zadnje enote: 22,8 m
- Širina:  2,985 m
- Maks. hitrost: 360 km/h (220 mph) z 25 kV 50 Hz AC; 320 km/h (200 mph) z 15 kV 16 2/3 Hz;  250 km/h (160 mph) z 3kV DC;  200 km/h (120 mph) z 1.5 kV DC
- Teža: 272 ton (7 enot)
- Moč motorjev: 6,080 MW (8270 KM)
- Dobava elektrike: pantograf
- UIC klasifikacija: Bo'(2)(2)(Bo')(Bo')(2)(2)Bo'[n 2]
- Širina tirnic: 1 435 mm (4 ft 8 1⁄2 in) standardna (isto kot TGV)